# دول نامية غير ساحلية
الدول النامية غير الساحلية (LLDC) هي دول نامية غير ساحلية. تؤدي الخسائر الاقتصادية وغيرها التي تتعرض لها هذه الدول إلى تصنيفها ضمن البلدان الأقل نموًا (LDC)؛ حيث يشغل سكانها المليار أقل طبقة بين سكان العالم من حيث الفقر. باستثناء أوروبا، لا توجد دولة واحدة ناجحة وعالية التقدم من الدول غير الساحلية بالقياس على مؤشر التنمية البشرية (HDI)، كما أن هناك تسع دول غير ساحلية ضمن الاثنتي عشرة دولة الأقل في مؤشر التنمية البشرية. وغالبًا ما تعاني الدول غير الساحلية المعتمِدة على التجارة عبر المحيط من التكلفة المضاعفة مقارنةً بجيرانها من الدول الساحلية. كما يكون النمو الاقتصادي للدول غير الساحلية أقل بنسبة 6% من الدول الساحلية، باعتبار ثبات المتغيرات الأخرى. وتمتلك الأمم المتحدة مكتبًا للممثل السامي لأقل البلدان نموًا و البلدان النامية غير الساحلية والدول الجزرية الصغيرة النامية(UN-OHRLLS). ويتبنى هذا المكتب فكرة أن تكاليف النقل العالية الناتجة عن المسافة والتضاريس تؤدي إلى تآكل القدرة التنافسية على الصادرات من الدول غير الساحلية. وعلاوةً على ذلك، يُسلِّم المكتب بأن القيود التي تحيط بالدول غير الساحلية قيود مادية مثل افتقارها إلى الاتصال المباشر بالبحر والانعزال عن الأسواق العالمية وارتفاع تكاليف النقل نتيجة بُعد المسافة. كما يعتبر المكتب أن البعد الجغرافي أحد أهم أسباب عدم قدرة الأمم غير الساحلية على التخفيف من حدة موقفها، بينما تقدمت الدول الأوروبية غير الساحلية غالبًا نظرًا لقصر المسافة بينها وبين البحر عبر الدول العابرة ذات التقدم الجيد.وتعد الأعباء الإدارية المرتبطة بعبور الحدود أحد العوامل التي تُذكر عادةً في هذا الشأن؛ حيث تتراكم الإجراءات البيروقراطية والأوراق ورسوم الجمارك، والأهم من ذلك كله، تأخر المرور بسبب طول أوقات الانتظار على الحدود، الأمر الذي يؤثر على عقود التسليم. وترتبط عمليات التأخير وعدم الكفاءة من الناحية الجغرافية؛ فتؤدي فترة الانتظار عبر الحدود في الجمارك بين أوغندا وكينيا والتي تصل من أسبوعين إلى ثلاثة أسابيع، إلى استحالة حجز سُفن قبل الميعاد في مومباسا، مما يزيد من تأخر عقود التوصيل. بالرغم من هذه التوضيحات، من المهم أيضًا أن نضع في الاعتبار بلدان المرور العابر المجاورة للدول النامية غير الساحلية، والتي تُصدَّر بضائع البلدان غير الساحلية إليها عبر موانئ بحرية لهذه البلدان.

## التحديات المرتبطة بالاعتماد على الغير
على الرغم من أن آدم سميث والتفكير التقليدي يعتقد أن الجغرافيا والتنقل هما العاملان المانعان لتطور الدول النامية غير الساحلية وحصولها على مكاسب التطور، إلا أن فاي وساش وسنو يرون أنه مهما كان التطور في البنية التحتية أو نقص المسافة الجغرافية إلى الميناء، ما زالت الدول غير الساحلية معتمدة على جيرانها من دول العبور. بعيدًا عن هذه العلاقة المتخصصة من الاعتماد على الغير، يصرّ فاي وآخرون على أنه بالرغم من اختلاف الدول غير الساحلية النامية في جميع المجالات من حيث نتائج مؤشر التنمية البشرية، فغالبًا ما تظل الدول غير الساحلية النامية في قاع تصنيفات مؤشر التنمية البشرية من حيث المنطقة، مما يدعو إلى إقامة علاقات تبعية متبادلة من التطوير للدول غير الساحلية مع المناطق الخاصة بها. في الواقع، تتناقص مستويات مؤشر التنمية البشرية كلما تم الاقتراب نحو الداخل على طول طريق النقل الممتد من ساحل كينيا عابرًا الدولة قبل المرور على أوغندا ورواندا وفي النهاية بوروندي. في الواقع، تستفيد بعض الدول النامية غير الساحلية من الجانب المشرق من هذه العلاقة حيث تعاني المواقع الجغرافية لدول آسيا المركزية بين الدول الثلاث المعروفة بـبريك (وهي الصين وروسيا والهند) من التعطش لبترول المنطقة والثروة المعدنية التي تساهم في زيادة التطور الاقتصادي. العوامل الرئيسية الثلاث التي تعتمد فيها الدول النامية غير الساحلية على دول العبور المجاورة هي الاعتماد على البنية التحتية للنقل والاعتماد على العلاقات السياسية مع الجيران والاعتماد على السلام الداخلي والاستقرار في دول العبور.
تعتبر جمهورية بوروندي من الأمثلة الجيدة التي يمكن الاستعانة بها في الشرح. فبها شبكات طرق داخلية جيدة نسبيًا، لكنها لا تستطيع تصدير بضائعها مستخدمةً الطريق المتجه مباشرةً إلى البحر حيث إن البنية التحتية نحو الداخل لتنزانيا متصلة اتصالاً سيئًا بميناء دار السلام، مما يعكس قضايا الاعتماد على الغير في البنية التحتية. وفي الوقت ذاته، بالرغم من اعتماد بوروندي على ميناء مومباسا التابع لكينيا في التصدير لتتجنب افتقار تنزانيا إلى البنية التحتية، فقد قُطِع هذا الطريق لفترةٍ وجيزة في تسعينيات القرن العشرين عند تراجع العلاقات السياسية مع كينيا. أخيرًا، بانعكاس الاعتماد على الغير على الاستقرار الداخلي لدول العبور المجاورة، لم تستطع صادرات بوروندي عبور موزمبيق في نفس الوقت تقريبًا نظرًا للصراع المدني العنيف. وعليه، اضطرت بوروندي إلى تصدير بضائعها باستخدام طريق ممتد إلى 4500 كم عابرًا العديد من الحدود والظروف المتباينة، وذلك بهدف استخدام ميناء ديربان في جنوب إفريقيا. من الأمثلة الأخرى على الاعتماد على الغير في الدول غير الساحلية الصعوبات التي واجهتها مالي في تصدير بضائعها في تسعينيات القرن العشرين؛ حيث كانت كل دول العبور المجاورة تقريبًا (الجزائر وتوجو وغانا وسيراليون وليبيريا وغينيا وساحل العاج) متصلة اتصالاً فعالاً بالصراع المدني في نفس الوقت وكذلك في جمهورية إفريقيا الوسطى حيث طرق السفر للتصدير تعتمد على الموسم، فأثناء الموسم الممطر تصبح طرق الكاميرون سيئةً جدًا لدرجةٍ لا تجعلها صالحة الاستخدام للسفر، وخلال الموسم الجاف تصبح مستويات الماء في نهر أوبانغي التابع لجمهورية الكونغو الديمقراطية غير مستقرة مما لا يسمح بالسفر من خلالها.
تعرض الدول الغنية بالموارد المعدنية بوسط آسيا ومنغوليا مجموعة متميزة من الأمثلة على الدول غير الساحلية لاستكشاف أكثر عمقًا من منطلق أن هذه دول ازداد النمو الاقتصادي فيها بشكلٍ استثنائي في السنوات الأخيرة. ففي وسط آسيا، أدت رواسب البترول والفحم إلى التقدم حيث يعادل إجمالي الدخل المحلي للفرد في قوة الشراء بكازاخستان خمسة أضعاف ما هو عليه في قرغيستان في 2009. وعلى الرغم من التقدم الملحوظ، لا يزال طريق هذه الدول نحو التطور غير واضح أو مستقر؛ حيث يعكس استغلال هذه الدول لمواردها الطبيعية الانخفاض الكلي في متوسط الدخل والتفاوت، ونظرًا لأن الرواسب المحدودة للموارد تعني نموًا قصير المدى، علاوةً على السبب الأكثر الأهمية وهو أن الاعتماد على المواد غير المعالجة يزيد من أخطار التعرض لأزمات نتيجة تنوع أسعار السوق. وعلى الرغم من التصور الشائع بأن الانفتاح التجاري يتيح نموًا اقتصاديًا أكثر سرعةً، تخضع منغوليا الآن للعبة جغرافية سياسية لامتداد خطوط السكك الحديدية لها بين الصين وروسيا. تملك السكك الحديدية الروسية الآن 50% من البنية التحتية لسكة حديد منغوليا، مما يمكن أن يعني تحديثها بشكلٍ أكثر كفاءةٍ وإنشاء خطوط سكك حديدية جديدة، لكن هذا يُترجَم أيضًا إلى نفوذٍ قوي للضغط على حكومة منغوليا لتتنازل عن الشروط الظالمة للحصول على منح ترخيص مناجم الفحم والذهب النحاسي. وبهذا، يمكن القول أن هذه الدول بثروتها المعدنية الاستثنائية لا بد أن تسلك طريق التنويع الاقتصادي. كل هذه البلاد لا تفتقر إلى مؤهلات التعليم لأنها ورثة نظام التعليم الاجتماعي للاتحاد السوفيتي؛ مما يعني أن السياسات الاقتصادية السيئة هي المسئول الأساسي عن أكثر من 40% من القوة العاملة المتعثرة في القطاع الزراعي بدلاً من توجيهها إلى أنشطة اقتصادية ثانوية أو أنشطة خدمية. ومع ذلك، لا يمكن تجاهل أن منغوليا تستفيد بشكلٍ استثنائي نظرًا لقربها من بلدين كبيرين من بلاد بريك مما أدى إلى سرعة تطوير منافذ السكك الحديدية على طول حدودها، وخاصةً على طول الحدود الصينية؛ حيث يسعى الصينيون وراء فحم الكوك المباشر من منغوليا اللازم لمراكز الصناعة بشمال غرب الصين بالإضافة إلى وسائل المواصلات إلى اليابان وكوريا الجنوبية الأمر الذي يدر دخلاً من خلال ميناء تيانجين.
علاوةً على ذلك، تعتبر نيبال مثالاً آخر مثيرًا للاهتمام للدول غير الساحلية التي تعتمد بشدة على دول العبور من جيرانها، مع أن الهند على علاقة جيدة بنيبال ولا تفتقر إلى البنية التحتية النسبية للنقل، كما أنها مستقرة داخليًا. وعانت نيبال في السبعينيات من التكدس الكبير للسلع والتمركز الجغرافي الشديد في صادراتها؛ حيث كانت أكثر من 98% من تجارتها مقتصرةً على التصدير للهند و90% من وراداتها تأتي من الهند. وأدى هذا الاحتكار الهندي للتجارة مع نيبال والاعتماد على الهند في التجارة عبر المحيط إلى ضعف وضع الاتفاق التجاري لنيبال في العلاقات التجارية. وفي خمسينيات القرن العشرين، أُجبرت نيبال على الامتثال للتعريفة الجمركية الخارجية للهند بالإضافة إلى أسعار الصادرات الهندية. وقد كانت هذه إشكالية حيث تختلف مستويات النمو والتقدم في كلتا الدولتين، مما نتج عنه زيادة مكاسب الدولة الأكثر تقدمًا والأكبر من ناحية الموارد والحجم الجغرافي، وهي الهند. وكان هناك قلق حيال العلاقة التطفلية الثنائية التي يمكن أن تنشأ أيضًا حيث امتلكت الهند ميزة السبق في التصنيع؛ فقد سيطرت على نيبال في الصناعة الأمر الذي يقيد قدرة نيبال على التقدم لتصبح أكثر من مجرد دولة موفرة للموارد الأساسية. وتنضم هذه المشكلات إلى عجز نيبال عن تطوير صناعاتها الصغيرة حيث عجزت عن خفض أسعار شركات التصنيع في إطار المنافسة مع الشركات الهندية مما أدى بعد ذلك إلى إبرام معاهدات في عام 1960 و1971 مع تعديلات في شروط تساوي التعريفة الجمركية وبنود التجارة منذ تقدمها.

## وصلات خارجية
- Office of the High Representative for the Landlocked Developing Countries, United Nations نسخة محفوظة 3 أكتوبر 2013 على موقع واي باك مشين.
- United Nations List of LLDCs